# Карролл (округ, Миссури)
Округ Карролл (англ. Carroll County) — округ штата Миссури, США. Население округа на 2009 год составляло 9535 человек. Административный центр округа — город Карролтон.

## История
Округ Карролл основан в 1833 году.

## География
Округ занимает площадь 1800 км2.

## Демография
Согласно оценке Бюро переписи населения США, в округе Карролл в 2009 году проживало 9535 человек. Плотность населения составляла 5.3 человек на квадратный километр.